# Pereira (Barcelos)
Pereira ist eine Gemeinde (Freguesia) im nordportugiesischen Kreis Barcelos. In ihr leben 1241 Einwohner (Stand 19. April 2021).